# My Best Friend Is You
My Best Friend Is You ist das zweite Album der britischen Sängerin Kate Nash. Es erschien am 19. April 2010 in Großbritannien, in den anderen Ländern einen Tag später. Ursprünglich sollte der Titel Crayon Full of Colour lauten, wurde jedoch aufgrund ähnlich lautender Titel im zeitlichen Umfeld der Veröffentlichung verworfen. Am 13. April 2010 war Nash Gast in der Sendung Xposure des Senders XFM des DJ John Kennedy, in der sie ein Interview gab, in dem jedes Lied des Albums gespielt und besprochen wurde.

## Hintergründe
Der Anspruch von Nash war, kein zweites Made of Bricks aufzunehmen. Sie wollte neue musikalische Wege gehen, das Album sollte rauer klingen und Nash wollte Neues wie Spoken-Word-Passagen ausprobieren, großen Anteil an der Umsetzung ihrer Ideen hatte Koproduzent und Toningenieur Bernard Butler. Beim Songwriting ließ sie sich von den Girlgroups der 1960er und den 1990er Punkbands inspirieren, der Albumtitel My Best Friend Is You (deutsch: Mein bester Freund bist du) bezieht sich auf ihre Großeltern, die seit 57 Jahren verheiratet sind.
Das Artwork des Albums stammt von der Künstlerin selbst. Dabei ließ sie sich von Bauhaus-Kunst beeinflussen, den Ausschlag für die Gestaltung des Frontcovers gaben jedoch Grafiken einer Künstlerin, die lediglich Körperteile abbildeten, jedoch keine Gesichter. Damit soll zum Ausdruck kommen, dass man als Frau in der Gesellschaft zu wenig Beachtung erhält. Dieses feministische Grundthema findet sich ebenfalls in den Liedtexten des Albums wieder. Das außergewöhnlichste Stück ist Mansion Song, mit dem Nash bewusst schockieren will. Der Text des Liedes ist von Schimpfwörtern durchsetzt und handelt von Groupies, die sich von ihren Stars wie Dreck behandeln lassen. In der Singleauskopplung Do-Wah-Doo geht es darum, wegen eines anderen verlassen zu werden.

## Titelliste
1. Paris – 3:06
2. Kiss That Grrrl – 3:43
3. Don't You Want to Share the Guilt? – 5:06
4. I Just Love You More – 3:05
5. Do-Wah-Doo – 2:33
6. Take Me to a Higher Plane – 3:21
7. I've Got a Secret – 2:39
8. Mansion Song – 3:23
9. Early Christmas Present – 3:10
10. Later On – 3:36
11. Pickpocket – 3:21
12. You Were so Far Away – 3:28
13. I Hate Seagulls – 4:13
14. My Best Friend Is You – 1:39 (Hidden Track nach I Hate Seagulls ab 7:11)

## Rezeption
John Bush von Allmusic bemerkt, dass Kate Nash sich auf dem Album ganz anders präsentiere als auf dem 2007 erschienenen Vorgänger. Die erste Hälfte des Albums biete sehr professionell produzierten Pop-Soul, wie er im 21. Jahrhundert angesagt ist, während die zweite Hälfte erstaunlicherweise besser zum Songwriting der Künstlerin passe. Ähnlich sieht es Jakob Rondthaler von laut.de, der Stücke wie Kiss That Grrrl oder Do-Wah-Doo als „vorhersehbar“ bezeichnet, während er Titel wie I Just Love You More als „experimentell“ bezeichnet. Er resümiert, dass die Platte keineswegs homogen sei und beim Hören am Stück durchaus anstrengend sein könne, dass es sich aber um ein „tolles Album“ handelt. Johnny Sharp von BBC Music hingegen zeigt sich weniger begeistert. Zwar seien das gefällig-melodische I've Got a Secret, das süße Don’t You Want to Share the Guilt oder das punkige I Just Love You More durchaus originell, aber das Album insgesamt gesehen eine Enttäuschung.

## Singles
- Do-Wah-Doo
- Kiss That Grrrl
- Later On[8][9]